# 橋本美純
橋本 美純（はしもと よしずみ、1973年8月15日 - ）は、滋賀県出身の元騎手・現調教助手。
新聞などでは美浦に所属していた橋本広喜と区別するために橋本美と表記されていたが、騎手引退時点では同姓がいないため姓のみの表記であった。

## 来歴
1989年に競馬学校騎手課程第8期生として入学し、同期には菊沢隆仁・後藤浩輝・上村洋行・小林淳一・高橋康之・横山義行・吉永護がいる。1990年にはアイネスフウジンが逃げ切った第57回東京優駿を見学したが、競馬学校から電車で来ると、とにかく観客の数に驚かされた。パドックではどの馬が格好いいなどファン目線での話をしながら、ダービーに乗る先輩騎手の一挙手一投足を見ていた。レースはゴール前の厩舎関係者席で観戦し、ファンファーレと共に地鳴りのような歓声が響き、夢中で見ていたダービーはあっという間に終わった。満員のスタンドから「ナカノコール」が沸きおこると、橋本ら8人は言葉を失い、ただ圧倒されていた。
1992年栗東・松田博資厩舎からデビューし、同年3月1日の阪神第12競走4歳以上900万下・ワイドアンサー（14頭中4着）で初騎乗を果たすと、同28日の中京第1競走アラブ4歳未勝利・ブイゴゼンで初勝利を挙げた。28日は第12競走4歳以上500万下・ビッグライサンでも勝利し、共に逃げ切りで1日2勝をマークすると、翌29日には中京第9競走アラブスプリントステークス・デーエスホマレで2日連続勝利をマーク。1年目の同年から2桁の14勝を挙げ、2003年まで12年連続2桁勝利を記録。2年目の1993年には1月9日の京都第7競走4歳新馬でベガに騎乗して2着となったが、2戦目を前にした調教に遅刻したことで橋本は降板させられ、松田は武豊に騎乗を依頼し、これを了承された。同年は2月27日と翌28日に小倉で2日連続1日3勝を挙げ、6月5日の阪神第7競走4歳500万下では18頭中16番人気のセンリョウコバンでクビ、クビの激戦を制して馬連万馬券を演出。7月17日の小倉第12競走4歳以上500万下では18頭中12番人気のカシワズルビーで勝利し、2着にブービー17番人気のウインドマラドーナが入って大波乱となる。12月18日の中京第8競走4歳以上500万下では16頭中12番人気のアカツキウィンで勝利し、1年に3度の馬連万馬券を演出。
1995年からはフリーとなり、1997年には自己最多の40勝を挙げ、中日新聞杯では16頭中16番人気のマヤノポセイドンで3着に入る。1998年にはミツルリュウホウでシンザン記念をダンツシリウス・アグネスワールドに次ぐ3着とし、雪でダートに変更された共同通信杯4歳ステークスではエルコンドルパサーからは離されたものの、後に南関東で活躍するインテリパワーに先着の3着に入る。
1998年からはマイターンと共にダート戦線で活躍し、同年のダービーグランプリではウイングアローにハナ差迫る3着に入る。1999年は平安ステークスでオースミジェット・エムアイブランに次ぐ3着、東海菊花賞でもマチカネワラウカドの3着とし、小倉で行われた東海ウインターステークスではウイングアローの追撃を抑えて逃げ切るが、これが自身唯一の中央での重賞勝利となった。2000年にはダイオライト記念・オグリキャップ記念を逃げ切って連勝し、東海ステークスではスマートボーイにハナを譲って最後はファストフレンドの3着であった。
同馬以外では1999年にブゼンキャンドルを初勝利に導くと、続く条件戦も連勝したが、エルフィンSは7着に敗れて降板。2002年の神戸新聞杯では16頭中11番人気のナムラサンクスに騎乗し、シンボリクリスエス、皐月賞馬ノーリーズンに次ぐ3着に入った。
1999年の29勝、2001年の30勝を除くと10勝台で推移していたが、2004年には8勝と初めて2桁に届かなかった。2005年から2007年には3年連続10勝台の2桁勝利を記録するが、2008年は6勝、2009年には自己最低の1勝に終わる。
2009年5月10日の京都第11競走4歳以上1000万下でスリーサンビームを逃げ切らせたのが最後の勝利となり、9月11日付で作田誠二厩舎所属となる。2010年2月21日の京都第2競走3歳未勝利をマキハタビリケンで3着に逃げ粘ったのが最後の騎乗となり、同28日をもって騎手免許の更新を行わず引退。
引退後は作田厩舎の調教助手となった。

## 騎乗成績
|            | 日付          | 競馬場・開催・レース | 競走名               | 馬名               | 頭数 | 人気 | 着順 |
| ---------- | ------------- | -------------------- | -------------------- | ------------------ | ---- | ---- | ---- |
| 初騎乗     | 1992年3月1日  | 1回阪神2日12R        | 5歳上900万下         | ワイドアンサー     | 14頭 | 5    | 4着  |
| 初勝利     | 1992年3月28日 | 1回中京7日1R         | アラ4歳未勝利        | ブイゴゼン         | 10頭 | 7    | 1着  |
| 重賞初騎乗 | 1993年2月21日 | 1回小倉8日11R        | 小倉大賞典           | ヒッタイトシーザー | 16頭 | 16   | 14着 |
| 重賞初勝利 | 1999年12月5日 | 3回小倉4日11R        | ウインターステークス | マイターン         | 12頭 | 2    | 1着  |
| GI初騎乗   | 1997年11月2日 | 5回京都2日10R        | 菊花賞               | ルールファスト     | 18頭 | 18   | 14着 |

| 年度   | 平地競走 | 平地競走 | 平地競走 | 平地競走 | 平地競走 | 平地競走 | 平地競走 | 障害競走 | 障害競走 | 障害競走 | 障害競走 | 障害競走 | 障害競走 | 障害競走 |
| 年度   | 1着      | 2着      | 3着      | 騎乗数   | 勝率     | 連対率   | 複勝率   | 1着      | 2着      | 3着      | 騎乗数   | 勝率     | 連対率   | 複勝率   |
| ------ | -------- | -------- | -------- | -------- | -------- | -------- | -------- | -------- | -------- | -------- | -------- | -------- | -------- | -------- |
| 1992年 | 14       | 10       | 6        | 204      | .069     | .118     | .147     | 0        | 1        | 0        | 2        | .000     | .500     | .500     |
| 1993年 | 27       | 24       | 31       | 319      | .085     | .160     | .257     | 0        | 2        | 0        | 6        | .000     | .333     | .333     |
| 1994年 | 14       | 16       | 15       | 238      | .059     | .126     | .189     | 0        | 0        | 2        | 9        | .000     | .000     | .222     |
| 1995年 | 17       | 17       | 18       | 254      | .067     | .134     | .205     | 1        | 0        | 4        | 15       | .067     | .067     | .333     |
| 1996年 | 38       | 33       | 38       | 415      | .092     | .171     | .263     |          |          |          |          |          |          |          |
| 1997年 | 40       | 48       | 45       | 432      | .093     | .204     | .308     |          |          |          |          |          |          |          |
| 1998年 | 18       | 18       | 26       | 316      | .057     | .114     | .196     |          |          |          |          |          |          |          |
| 1999年 | 29       | 17       | 18       | 326      | .089     | .141     | .196     |          |          |          |          |          |          |          |
| 2000年 | 19       | 14       | 25       | 271      | .070     | .122     | .214     |          |          |          |          |          |          |          |
| 2001年 | 30       | 27       | 35       | 311      | .096     | .183     | .296     |          |          |          |          |          |          |          |
| 2002年 | 20       | 32       | 29       | 305      | .066     | .170     | .266     |          |          |          |          |          |          |          |
| 2003年 | 17       | 22       | 20       | 258      | .066     | .151     | .229     |          |          |          |          |          |          |          |
| 2004年 | 8        | 9        | 16       | 186      | .043     | .091     | .177     |          |          |          |          |          |          |          |
| 2005年 | 14       | 8        | 13       | 240      | .058     | .092     | .146     |          |          |          |          |          |          |          |
| 2006年 | 14       | 14       | 16       | 221      | .063     | .127     | .199     |          |          |          |          |          |          |          |
| 2007年 | 11       | 12       | 13       | 236      | .047     | .097     | .153     |          |          |          |          |          |          |          |
| 2008年 | 6        | 8        | 7        | 157      | .038     | .089     | .134     |          |          |          |          |          |          |          |
| 2009年 | 1        | 7        | 5        | 103      | .010     | .078     | .126     |          |          |          |          |          |          |          |
| 中央   | 337      | 336      | 386      | 4792     | .070     | .140     | .221     | 1        | 3        | 6        | 32       | .031     | .125     | .313     |
| 地方   | 11       | 11       | 14       | 89       | .124     | .247     | .404     |          |          |          |          |          |          |          |

### 主な騎乗馬
※斜体はダートグレード競走。
- マイターン（1999年ウインターステークス、2000年オグリキャップ記念・ダイオライト記念）
- ベストセレクション（1997年豊栄記念[注 1]）
- テイエムジカッド（2007年たんぽぽ賞[注 1]）

その他
- ベガ
- ブゼンキャンドル
- アインブライド
- キョウエイマーチ
- カネトシガバナー
- サンライズペガサス
- オリエンタルアート

## 関連人物
- 松田博資（調教師、デビュー時に所属した師匠）
- 高田潤（騎手、松田博厩舎所属の弟弟子）